# Lamteng
Lamteng is een bestuurslaag in het regentschap Aceh Besar van de provincie Atjeh, Indonesië. Lamteng telt 169 inwoners (volkstelling 2010).